# Tremolit
Tremolit, är ett icke ovanligt hydroxidhaltigt kalcium- och magnesium-silikat. Den är en amfibol och uppträder ofta som långsmala kristaller i metamorfa bergarter.

## Etymologi och historia
Tremolit upptäcktes första gången i Campolungo i Val Piumogna i kantonen Ticino i Schweiz. 
Mineralet beskrevs år 1790 av Johann Georg Albrecht Höpfer men angav felaktigt Val Tremola som Typlokal och gav mineralet namnet tremolit.
Val Tremola ligger cirka 1,5 mil nordväst om Campolungo. Val Tremola ligger i ett annat geologiskt område med lägre metamorforsgrad och har därmed lägre sannolikhet för bildning av tremolit.

## Kemisk sammansättning
Tremolit bildar en serie med aktinolit och ferroaktinolit. 
Den kemiska formeln för de tre ovannämnda mineralen är:
tremolit ☐Ca2(Mg5,0-4,5Fe2+0,0-0,5)Si8O22(OH)2
aktinolit ☐Ca2(Mg4,5-2,5Fe2+0,5-2,5)Si8O22(OH)2
ferroaktinolit ☐Ca2Fe2+5Si8O22(OH)2
Tremolit kan nominellt innehålla en smärre mängd järn (Fe2+) i stället för magnesium, Som formeln visar kan halten järn vara upp till antalet 0,5 om samtidigt antalet magnesiumatomer sänks från 5 till 4,5. Normalt sätts en gräns mellan två ändled vid halva atomantalet. Så kan ferroaktinolitens 5 järnatomer minskas till 2,5 om det samtidigt tillkommer 2,5 atomer magnesium. Men tremolit är ett viktigt mineral vid bestämning av metamorfa zoner och dess ljusa färg är värdefull vid fältarbeten. Därför finns det en avgränsning mot aktinolit. Mineralen kan även innehålla vakanser i stället för metallerna. En vakans visas i den kemiska formeln med en fyrkant, ☐. Vidare kan fluor eller klor ingå på platsen för OH.

## Egenskaper
Tremolit utgörs av blekt grågröna till vita långsmala, prismatiska kristaller eller nålformiga till finstängliga aggregat. Den gröna färgen djupnar ju mer järn mineralet innehåller. Streckfärgen är dock alltid vit. Tremolit tillhör de medelhårda mineralen med en hårdhet av 5 till 6 på mohs skala. Tremolit har god spaltning och känns igen på amfibolers vinklar, 56 och 124 grader. Tremolit liknar wollastonit
Vissa tremoliter svarar på ultraviolett ljus med fluorescens. Responsen kan vara röd till skär under långvåg och gul till vit, grön till vit eller blå till vit under kortvågsljus,.

## Varieteter
Tremolit kan uppräda i ytterst finfibrig form och utgör då en av de sex olika mineral som kan bilda asbest. 
Hexagonit är en skär manganhaltig varietet av tremolit.
Smyckestenen jade är en finfibrig filtad och seg varietet av antingen av pyroxenmineralet jadeit eller av nefrit. Det senare är en benämning på mineral med sammansättning mellan tremolit och aktinolit.

## Förekomst
Tremolit förekommer på många ställen, bland annat i Lombardiet, Piemont, Tjeckien, USA och Afghanistan. Det uppträder ofta i malmskarn i metamorfa bergarter, främst dolomiter och talkiga skiffrar. Det är även ett vanligt mineral i skarnet till många gruvor, främst i Bergslagen.

## Användning
Tremolit kan användas till syrabeständiga filter.

### Mineraltermometer
Forskare, särskilt petrologer, använder tremolit som en indikator på temperatur. Under inverkan av mycket hög temperatur blir detta mineral instabilt och förvandlas till diopsid. Således visar närvaron av tremolit och frånvaron av diopsid i provet att bergarten från vilket provet hämtats inte har varit utsatt för stark uppvärmning.

## Galleri

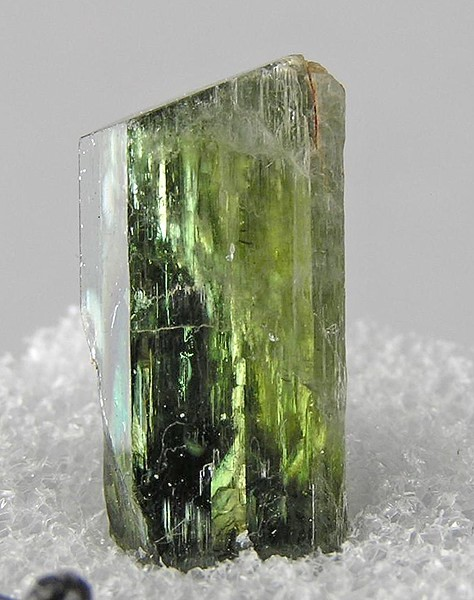
Grön tremolit från Ibitymassivet i Madagaskar (storlek: 2,2 × 1,2 × 0,6 cm)
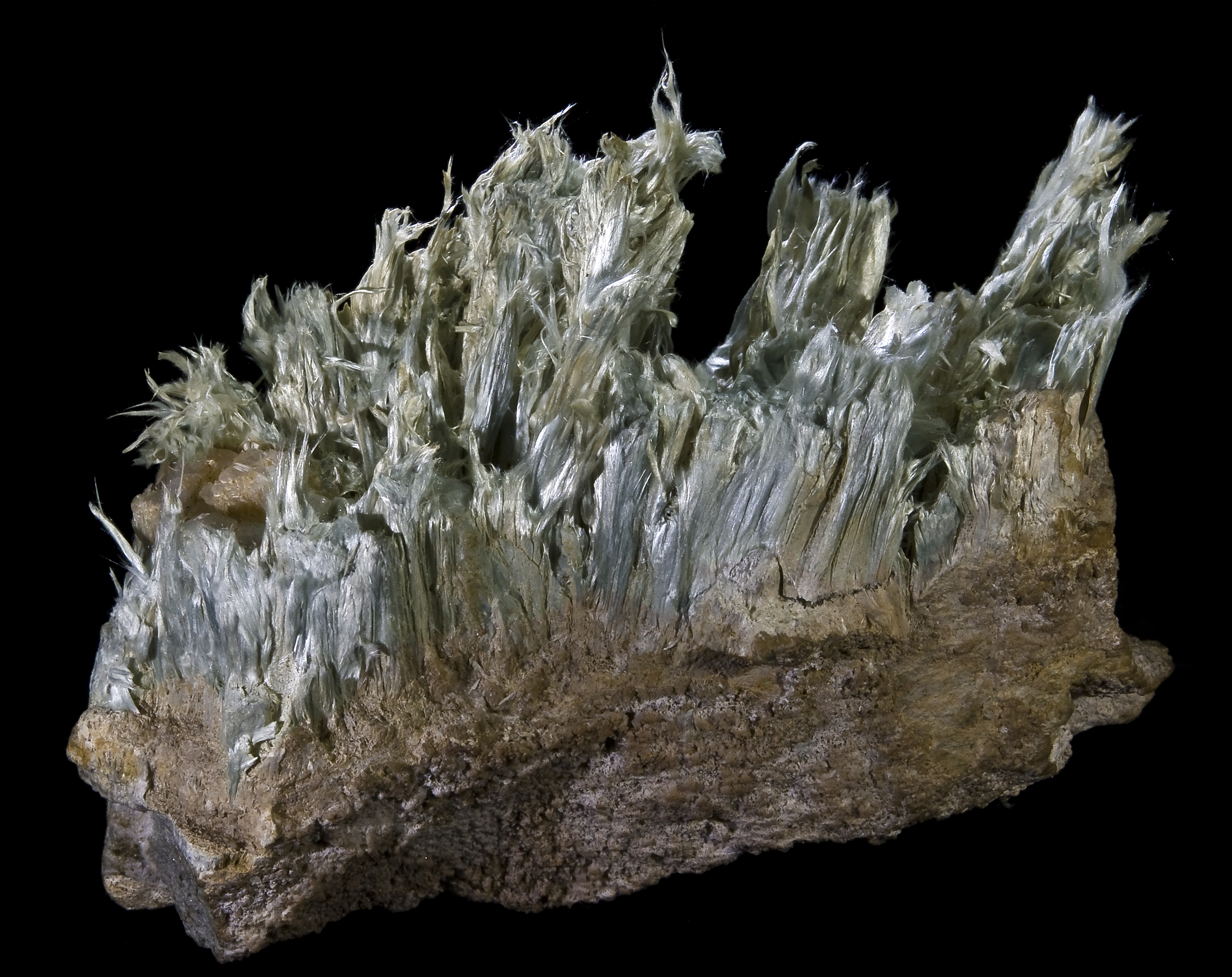
Tremolit i trådform från Vallée d'Aure i Pyrenéerna i Frankrike
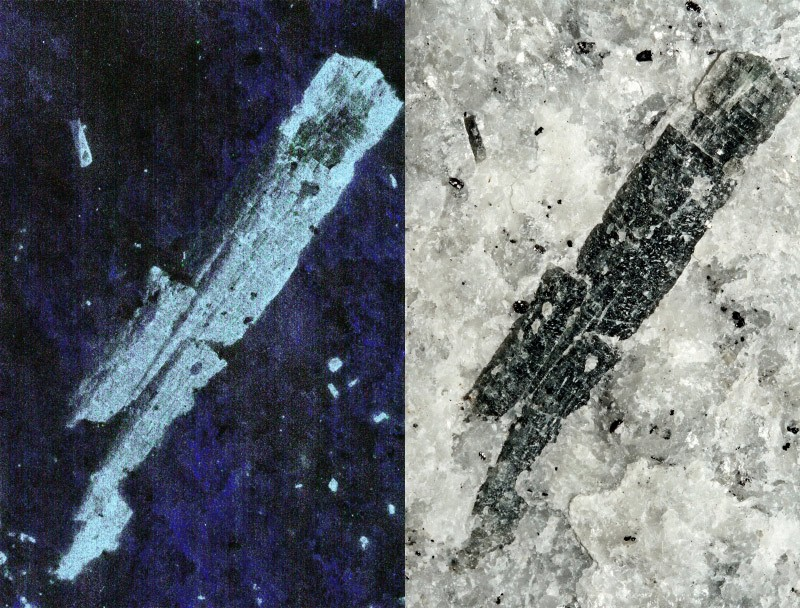
Ljusblå fluorecens i kortvågig UV-ljus respektive utseende i dagsljus, hos tremolit från Franklin, Sussex Country, New Jersy, USA
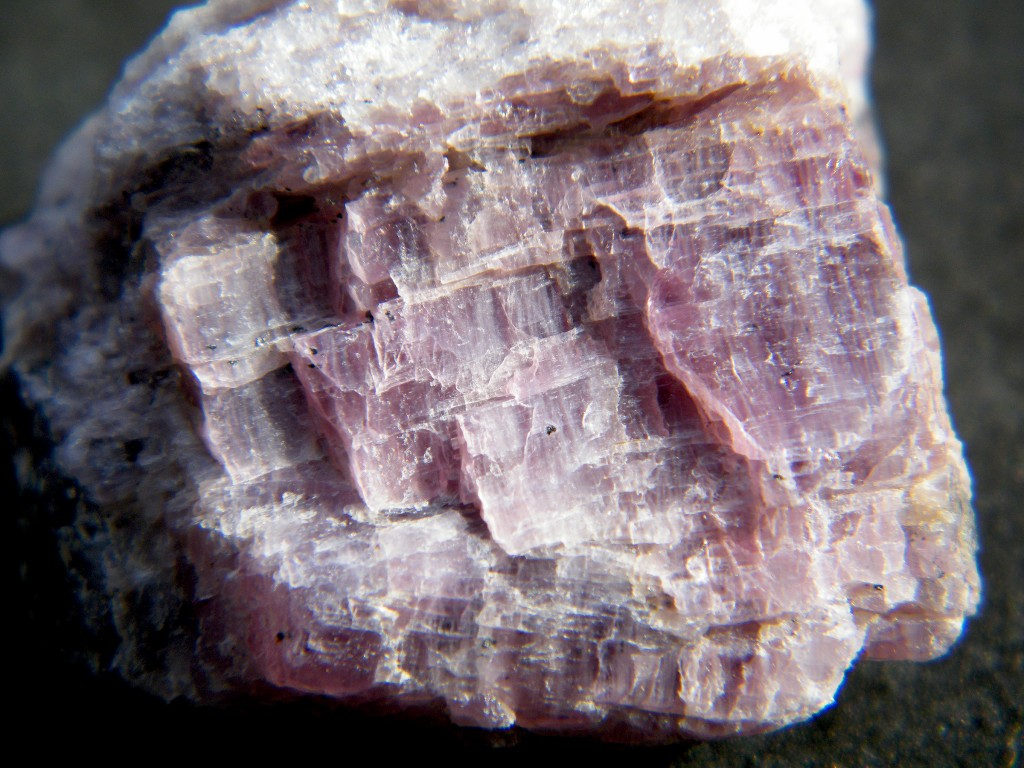
Violett tremolit, varietet hexagonit, från zink-bergverket Balmat-Edwards, St. Lawrence County, New York, USA (storlek: 38,1 × 38,1 mm)
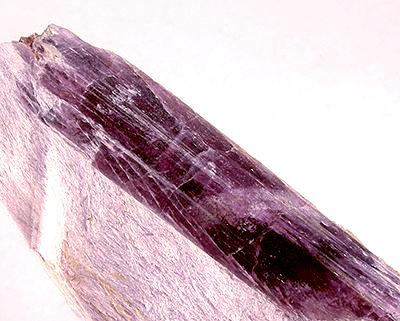
Tremolit, varietet hexagonit, från Gouverneur Mine, Fowler, St Lawrence County, New York, USA